# محطة قطار تيسمسيلت
محطة تيسمسيلت هي محطة قطار جزائرية تقع على أراضي بلدية تيسمسيلت بولاية تيسمسيلت .

## موقع المحطة في السكك الحديدية
تقع المحطة على ارتفاع 877 m ، عند نقطة الكيلومتر (PK) 0 من الخط الممتد من تيسمسيلت إلى مسيلة ، والذي تشكل منشأه وتتبعه محطة بوقرة  .قالب:Début d'illustration

## تَاريخ
تم إفتتاح المحطة في 26 دبسمبر 2022 أثناء افتتاح خط تيسمسيلت-المسيلة  .

## خِدمة الركاب

### خدمة
تخدم محطة تيسمسيلت القطارات الجهوية على طريق برج بوعريريج – تيسمسيلت  , .
وهي أيضًا محطة شحن  .

## مَعرض الصور

مجموعة مختارة من مناظر المحطة
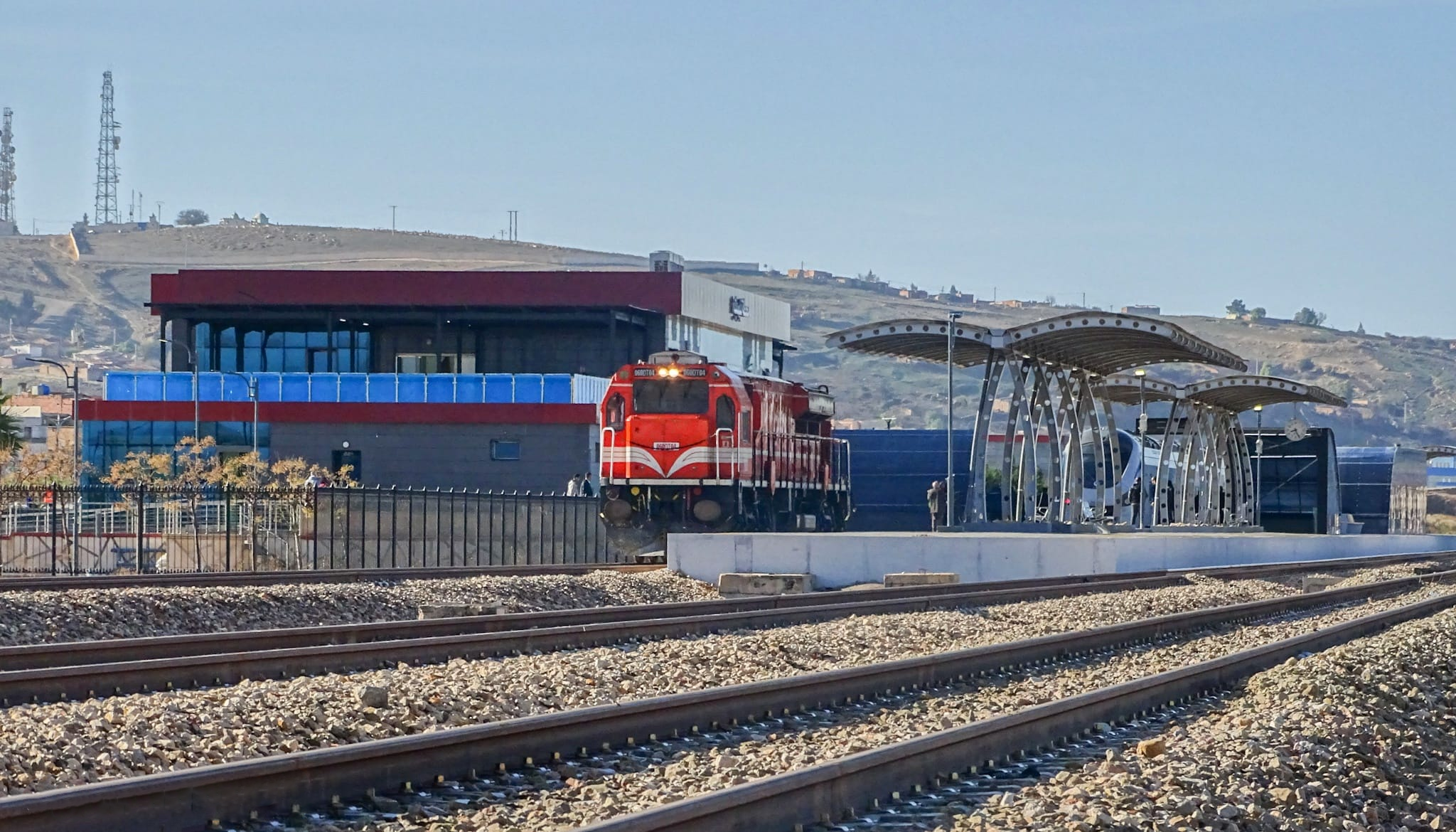
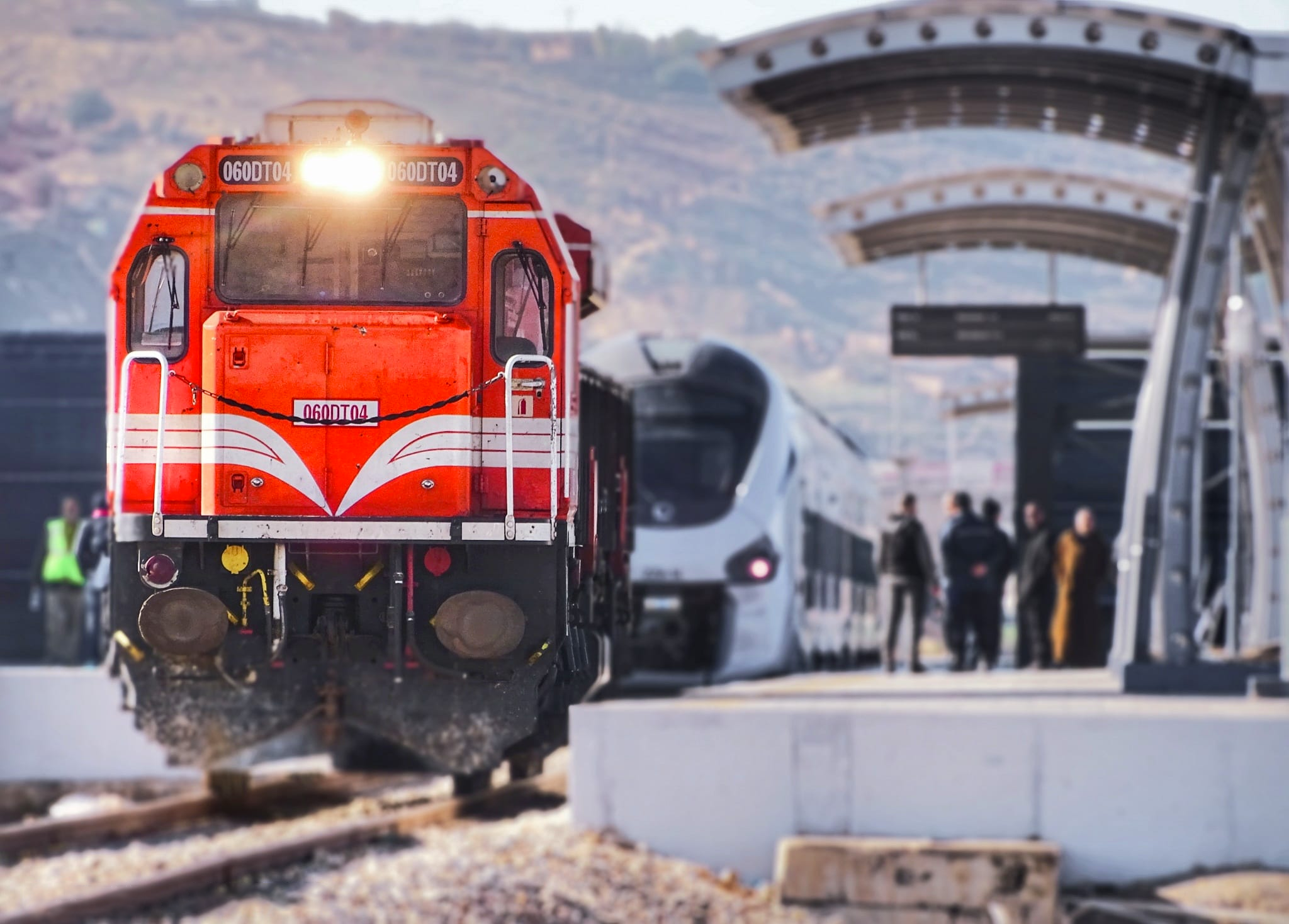
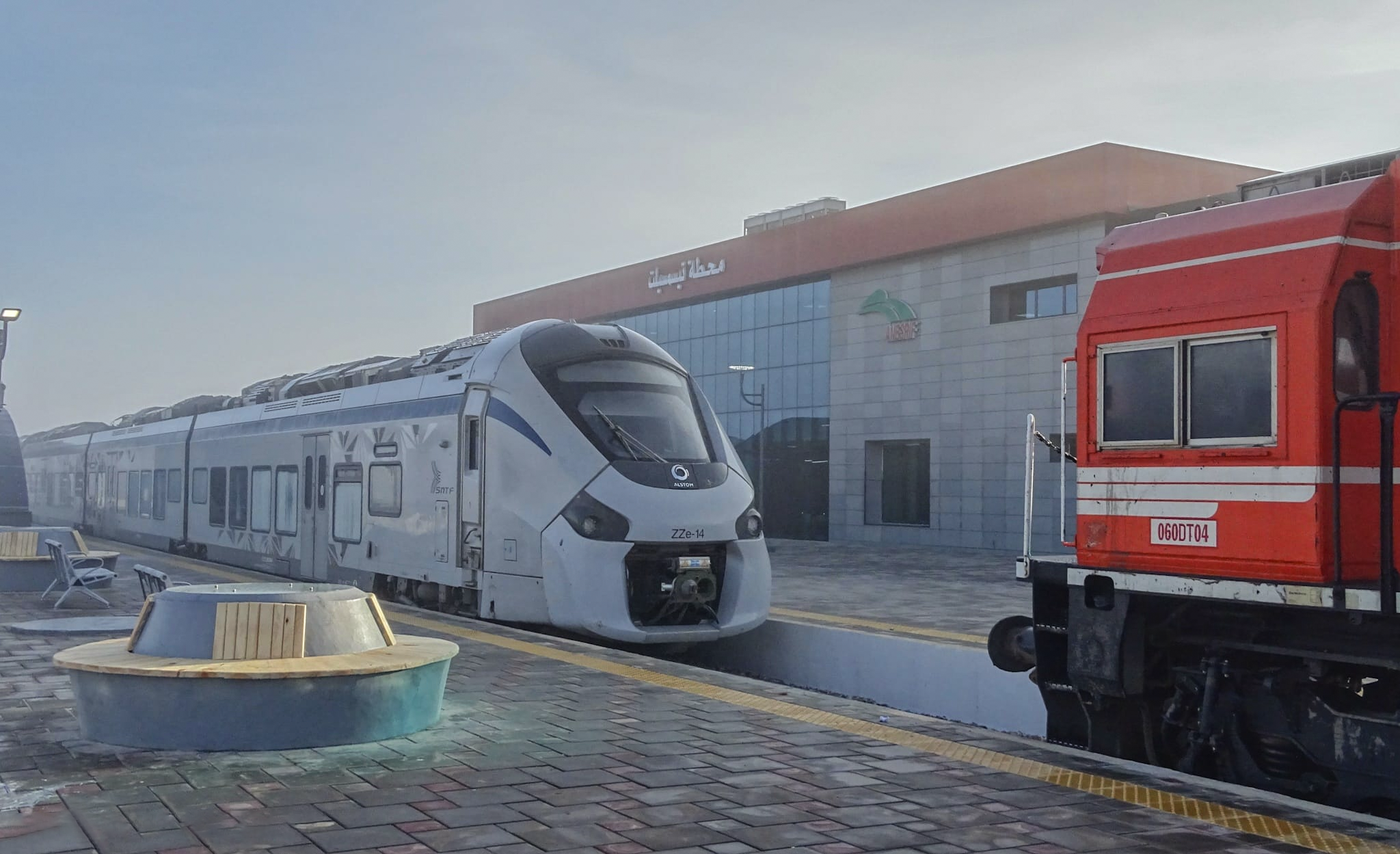

## والمراجع
1. ↑  "Inauguration de la ligne ferroviaire Tissemsilt-Boughezoul-M'sila". وكالة الأنباء الجزائرية (بالفرنسية). 26 Dec 2022.
2. ↑  Oussama Khitouche (26 décembre 2022). "Inauguration de la nouvelle ligne ferroviaire Tissemsilt-M'sila". lalgerieaujourdhui.dz. مؤرشف من الأصل في 2025-05-31. اطلع عليه بتاريخ 2 janvier 2023. {{استشهاد ويب}}: تحقق من التاريخ في: |تاريخ-الوصول= و|تاريخ= (مساعدة).
3. ↑  "Inauguration de la ligne ferroviaire Tissemsilt-Boughezoul-M'sila". aps.dz. 26 décembre 2022. مؤرشف من الأصل في 2025-05-31. اطلع عليه بتاريخ 2 janvier 2022. {{استشهاد ويب}}: تحقق من التاريخ في: |تاريخ-الوصول= و|تاريخ= (مساعدة).
4. ↑  "La ligne ferroviaire Tissemsilt-Boughezoul-M'sila, un levier de développement socio-économique pour la région". aps.dz. 25 décembre 2022. مؤرشف من الأصل في 2025-05-31. اطلع عليه بتاريخ 2 janvier 2023. {{استشهاد ويب}}: تحقق من التاريخ في: |تاريخ-الوصول= و|تاريخ= (مساعدة).
5. ↑  "La ligne ferroviaire Tissemsilt-Boughezoul-M'sila sera inaugurée lundi". algerie-eco.com. 24 décembre 2022. مؤرشف من الأصل في 2023-12-08. اطلع عليه بتاريخ 2 janvier 2023. {{استشهاد ويب}}: تحقق من التاريخ في: |تاريخ-الوصول= و|تاريخ= (مساعدة).

### روابط خارجية
- "SNTF". Société nationale des transports ferroviaires (SNTF). مؤرشف من الأصل في 2025-06-02..
- [vidéo] La gare ferroviaire de Tissemsilt

قالب:Desserte gare/début